# Egokid
Gli Egokid sono un gruppo musicale italiano, formatosi nel 2000 a Milano.

## Storia
Il gruppo si forma nel 2000 a Milano  La band sforna demo ed EP autoprodotti, tra i quali spicca Sean Connery Vs Man-uro (2002): tre brani di vibrante pop con sfumature street folk.
L'album di debutto del duo esce nel 2003 per l'etichetta messinese Snowdonia Dischi e si intitola The Egotrip of the Egokid (ristampato in America dalla Acid Soxx). Nel 2004 partecipano al Tora! Tora! e pubblicano il video di Helen.
Anche il secondo lavoro della band è in lingua inglese. Si tratta di The K-Icon, pubblicato nel 2006 per EtnoWorld/Venus.
Nella primavera del 2008 pubblicano il loro primo lavoro in italiano: Minima storia curativa (Aiuola Dischi), mixato da Matteo Cantaluppi, poi con i TheGiornalisti). In questo disco partecipano, e quindi si aggiungono nella formazione, oltre al batterista Leo Ganazzali, anche Fabrizio Bucchieri (basso), Davide "Debe" Debenedetti (sintetizzatori) e Cristian Clemente (chitarra elettrica). Nel brano L'orso collabora Francesco Bianconi (Baustelle).  Nella scaletta figura il brano Arbasino, omaggio del gruppo al noto filosofo ed esteta. Inoltre, Diego Palazzo collaborerà con i Baustelle prima come turnista live nel tour 2010 e poi come compositore nell'album Fantasma (2013) e e nei due fortunati volumi de L'amore e la violenza.
A poco più di due anni di distanza viene pubblicato il quarto lavoro del gruppo, Ecce Homo (gennaio 2011), registrato alle Officine Meccaniche di Milano e prodotto da Sergio Maggioni e Giulio Calvino. In questo album hanno collaborato, tra gli altri, Faust'O e Sergio Carnevale (ex Bluvertigo). Viene realizzato il video del brano Come un eroe della Marvel, con la regia di Valeria Sanna.
Nel 2012 compaiono nella compilation Con due deca - La prima compilation di cover degli 883.
Nel 2013 scrivono con Samuele Bersani il brano Il re muore, presente nell'album Nuvola numero nove del cantautore romagnolo.
Nel gennaio 2014 esce l'album Troppa gente su questo pianeta, disco prodotto da Sergio Maggioni e registrato a Varese.
L'album ottiene ottime recensioni e segna la collaborazione con le edizioni BMG  dei due leader e compositori della band come autori. Nel disco figura la versione originale del brano Il Re Muore, sicuramente uno dei vertici di tutta la discografia della formazione.
Il tour di "Troppa gente su questo Pianeta" vede l'ingresso in formazione di Giuseppe Fiori, già bassista dei Rezophonic.
Alla conclusione del tour è seguita una pausa, durante la quale Diego Palazzo ha pubblicato l'esordio solista Opera Prima e Giuseppe Fiori l'album Spazi di Vita Scomodi, prodotto da Lele Battista.
Nel 2018 esce il singolo Cose Semplici, con video curato da Lilia Carlone. Seguono i singoli Statica e Disco Disagio, il secondo dei quali dà anche il titolo al nuovo album (pubblicato da INRI nel 2019), in cui la band accosta alla consueta brillantezza del songwriting una produzione dance ed elettronica, valorizzata anche dal lavoro di missaggio e masterizzazione di Andrea Suriani (già a fianco di Cosmo). Tutto l'immaginario del disco gioca con i temi e l'estetica dell'antifascismo e del mondo queer, celebrato anche nella partecipazione al progetto SuOno, dedicato a Yoko Ono e diretto da Matteo B.Bianchi, per il quale gli Egokid hanno realizzato una cover del brano Death Of Samantha, con video diretto da Stefano Protopapa.
Discografia
- 2003 - The Egotrip of the Egokid
- 2006 - The K-Icon
- 2008 - Minima Storia Curativa
- 2011 - Ecce Homo
- 2014 - Troppa gente su questo pianeta
- 2019 - Disco Disagio

## Formazione
Attuale
- Diego Palazzo - voce, tastiere, chitarre, composizione
- Piergiorgio Pardo - voce, tastiere, composizione
- Davide Debenedetti - sintetizzatori
- Cristian Clemente - chitarra
- Giacomo Carlone - batteria
- Giuseppe Fiori - basso

Ex-componenti
- Leo Ganazzali - batteria
- Fabrizio Bucchieri - basso